# Donon
Der Donon (deutsch veraltend Hohe Donne) ist ein Berg in den Vogesen im Elsass im Département Bas-Rhin, Frankreich. Mit einer Höhe von 1009 m markiert der Berg in der Gemarkung der Gemeinde Grandfontaine (deutsch Michelbrunn) eine der höchsten Erhebungen der Nordvogesen (der Rocher de Mutzig ist mit ebenfalls 1009 m gleich hoch). Er sitzt als mächtiger Buntsandsteinblock auf dem Grundgestein aus Granit, welches in den Nordvogesen vielerorts freiliegt. Eine weitere regionale Besonderheit ist sein ausgeprägter Gipfel.
Am Donon entspringen die beiden Quellflüsse der Saar: die Rote Saar (Sarre Rouge) und die Weiße Saar (Sarre Blanche). Über eine Passstraße, den Col du Donon (727 m), führt eine wichtige Straßenverbindung über die Vogesen.

## Geschichte

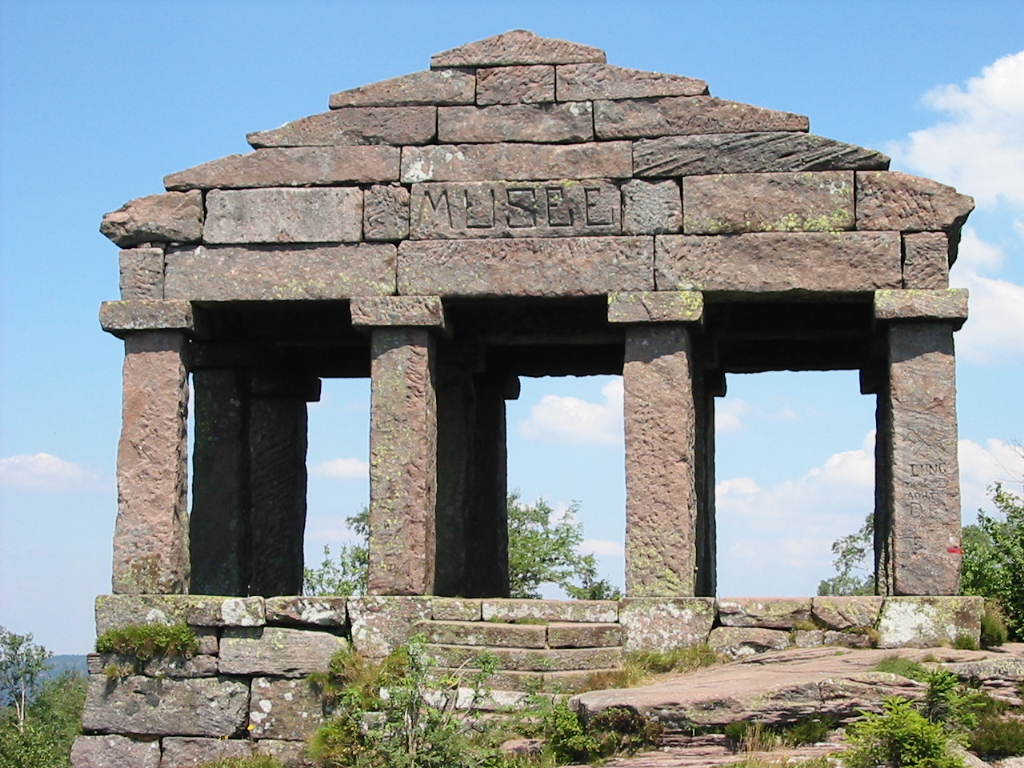
Der rekonstruierte Tempel des Vosegus

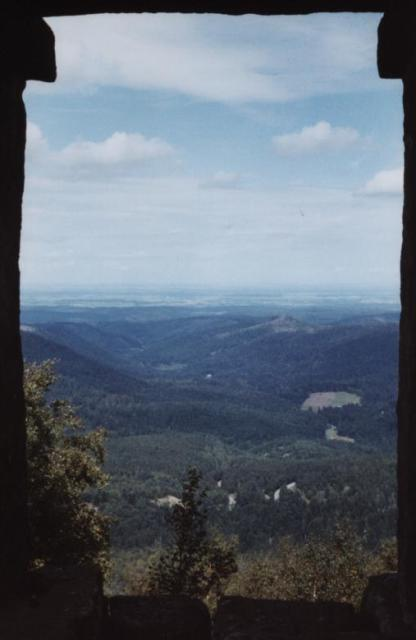
Blick vom Donon ins Tal der Weißen Saar

Der heutige Vosegustempel auf dem Gipfel wurde im neoklassischen Stil unter Napoleon III. errichtet und ist eine freie Rekonstruktion. Auf dem Plateau des Donon befinden sich Reste keltischer und römischer Kultanlagen, die dem Gott Vosegus geweiht waren, nach dem möglicherweise die Vogesen benannt sind. Die archäologischen Original-Funde werden in Museen in Épinal und Straßburg (Musée archéologique de Strasbourg) aufbewahrt. Der Berg verlor mit der Christianisierung des Landes seine kultische Bedeutung.
In den letzten Kriegen war der Donon aufgrund seiner exponierten Lage heftig umkämpft. Infolge des Krieges 1870/71 rückte die deutsch-französische Grenze nahe an den Berg heran. Im Ersten Weltkrieg war er bis 1918 von deutschen Truppen besetzt, die zahlreiche Befestigungsanlagen errichteten. Im Krieg von 1940 wurde das 43. Befestigungskorps der französischen Armee auf dem Donon eingekesselt und kapitulierte erst nach dem zweiten Waffenstillstand von Compiègne. Zahlreiche Soldatengräber im Bereich des Gipfels zeugen noch heute von den schweren Kämpfen.

## Fernsicht
Bei günstiger Wetterlage reicht der Blick über Straßburg hinweg zum Schwarzwald, zu den Hochvogesen und weit nach Lothringen. Gelegentlich reicht die Fernsicht bis zu den Alpen und ins Saarland.

## Sendeturm
Auf dem Donon befindet sich auch ein 80 Meter hoher, freistehender Stahlfachwerkturm. Es handelt sich hierbei um einen Sendeturm für UKW-Hörfunk- und Fernsehprogramme. Zum Schutz vor Vereisung sind die obersten Antennen mit einem Glasfaserzylinder umgeben, der dem Turm ein charakteristisches Erscheinungsbild gibt.